# Вуд (округ, Западная Виргиния)
Округ Вуд (англ. Wood County) располагается в США, в штате Западная Виргиния. Официально образован 21 декабря 1798 года, получил своё название в честь американского политического и государственного деятеля, 11-го губернатора штата Виргиния Джеймса Вуда. По состоянию на 2012 год, численность населения составляла 86 701 человек.

## География
По данным Бюро переписи США, общая площадь округа равняется 976 км², из которых 951 км² суша и 28 км² или 2,8 % это водоёмы.

### Соседние округа
- Вашингтон (Огайо) — север;
- Плезантс (Западная Виргиния) — северо-восток;
- Ритчи (Западная Виргиния) — восток;
- Уэрт (Западная Виргиния) — юго-восток;
- Джэксон (Западная Виргиния) — юг;
- Мегс (Огайо) — юго-запад;
- Атенс (Огайо) — запад.

## Демография
По данным переписи населения 2000 года в округе проживает 87 986 жителей в составе 36 275 домашних хозяйств и 24 884 семей. Плотность населения составляет 92 человек на км². На территории округа насчитывается 39 785 жилых строений, при плотности застройки 42 строений на км². Расовый состав населения: белые — 97,32 %, афроамериканцы — 1,01 %, коренные американцы (индейцы) — 0,21 %, азиаты — 0,51 %, гавайцы — 0,04 %, представители других рас — 0,14 %, представители двух или более рас — 0,77 %. Испаноязычные составляли 0,58 % населения независимо от расы.
В составе 29,30 % из общего числа домашних хозяйств проживают дети в возрасте до 18 лет, 54,30 % домашних хозяйств представляют собой супружеские пары проживающие вместе, 10,80 % домашних хозяйств представляют собой одиноких женщин без супруга, 31,40 % домашних хозяйств не имеют отношения к семьям, 27,10 % домашних хозяйств состоят из одного человека, 11,50 % домашних хозяйств состоят из престарелых (65 лет и старше), проживающих в одиночестве. Средний размер домашнего хозяйства составляет 2,39 человека, и средний размер семьи 2,88 человека.
Возрастной состав округа: 23,00 % моложе 18 лет, 8,00 % от 18 до 24, 27,90 % от 25 до 44, 25,60 % от 45 до 64 и 15,50 % от 65 и старше. Средний возраст жителя округа 39 лет. На каждые 100 женщин приходится 92,40 мужчин. На каждые 100 женщин старше 18 лет приходится 89,30 мужчин.
Средний доход на домохозяйство в округе составлял 33 285 USD, на семью — 40 436 USD. Среднестатистический заработок мужчины был 34 899 USD против 22 109 USD для женщины. Доход на душу населения составлял 18 073 USD. Около 10,60 % семей и 13,90 % общего населения находились ниже черты бедности, в том числе — 20,50 % молодежи (тех кому ещё не исполнилось 18 лет) и 8,60 % тех кому было уже больше 65 лет.